# حارة ملهم (خور مكسر)

تعديل مصدري - تعديل

حارة ملهم هي إحدى حارات حي النصر الواقع بمديرية خور مكسر التابعة لمحافظة عدن، بلغ تعداد سكانها 1162 نسمة حسب تعداد اليمن لعام 2004.